# ليونيل ريفاس
ليونيل ريفاس (بالإسبانية: Leonel Rivas)‏ (4 ديسمبر 1999 بروساريو في الأرجنتين - ) هو لاعب كرة قدم أرجنتيني في مركز الوسط.

## روابط خارجية
- ليونيل ريفاس على موقع قاعدة بيانات كرة القدم.إي يو (الإنجليزية)
- ليونيل ريفاس على موقع Soccerway.com (الإنجليزية)